# کارزار نمایاندن نظامی به عنوان شاعر ملی آذربایجان

جلد دیوان اشعار ترکی نظامی قونوی منتسب شده به نظامی گنجوی، چاپ شده در باکو

کارزار نمایاندن نظامی به عنوان شاعر ملی آذربایجان (اصطلاح آذربایجان‌سازی نیز استفاده می‌شود) یک بازنگری سیاسی و ایدئولوژیک با انگیزهایی ملی-فرهنگی که در مورد یکی از شاعرهای کلاسیک ایرانی یعنی نظامی گنجوی است که در شوروی در اواخر سال ۱۹۳۰ آغاز شد. و هم‌زمان با جشن هشتصدمین سالگرد تولد این شاعر ترتیب داده شد. این کارزار با مراسم جشنی در سال ۱۹۴۷ برجسته شد ولی اثرات آن تا به امروز ادامه دارد. این ماجرا از یک سو برای جامعه چند فرهنگی شوروی و در وهله نخست برای فرهنگ جمهوری آذربایجان مفید بود. از سوی دیگر پرسش هویت ملی فرهنگی نظامی در شوروی و جمهوری آذربایجان امروزی به شدت سیاسی شد.

## تلاش دولت جمهوری آذربایجان
دولت جمهوری آذربایجان اشعار کاشی‌کاری‌شده پارسی بر روی بدنهٔ مقبره نظامی که به پارسی بودند را با اشعار ترکی جایگزین کرد و سفیر جمهوری آذربایجان در لندن به معرفی نسخه خطی خمسه نظامی گنجوی، به عنوان اثر فرهنگی ایرانی، در کتابخانه ملی انگلستان اعتراض کرد.
یکی از پژوهشگران جمهوری آذربایجان بیتی را به نظامی منسوب کرد که از دید فنی (قافیه) نادرست است (گرگ با ترک قافیه نمی‌شود و ایراد ادبی دارد) و در هیچ نسخهٔ خطی وجود ندارد. همچنین در ادبیات پارسی و فرهنگ ایرانی همواره گرگ جانوری خونخوار و دَدمنش به‌شمار آمده‌است. بیت جعلی مورد نظر (که بدون هیچ بیت پیشین و پسین جعل شده‌است) چنین است.
| پدر بر پدر، مر مرا ترک بود |  | به فرزانگی هر یکی گرگ بود |

نظامی در ابیات راستینش نیز گرگ را حیوانی نادان و وحشی معرفی می‌کند و آن را کمتر از شیر و روبه می‌داند:
| ز آن بر گرگ روبه راست شاهی |  | که روبه دام بیند گرگ ماهی |

یا:
| به وقت زندگی رنجور حالیم |  | که با گرگان وحشی در جوالیم |

یا:
| پیامت بزرگست و نامت بزرگ |  | نهفته مکن شیر در چرم گرگ |

یا:
| روباه ز گرگ بهره زان برد |  | کین رای بزرگ دارد آن خرد |

با وجود اینکه تمامی آثار نظامی گنجوی فارسی است، قوم‌گرایان پانترکیست دیوان یک شاعر دیگر به نام نظامی قونوی (از دوران حکومت عثمانی) را به نظامی گنجوی منسوب می‌کنند
جمهوری آذربایجان سالیانی هست که در رابطه با تحریف نظامی گنجوی ادعاهای غیرعلمی مطرح می‌کند. جمهوری آذربایجان با نصب مجسمه او در میدانهای مختلف جهان، آن را شاعر آذربایجانی و غیرایرانی معرفی کند. پروفسور پائولا اورساتی (Paola Orsatti)، استاد زبان و ادبیات فارسی در دانشگاه ساپینتزای (Sapienza) شهر رُم، نصب مجمسه نظامی در رم را یک تحریف تاریخی می‌داند: «اما پرده‌برداری از مجسمه‌ای از نظامی گنجوی در شهر رُم با عنوان «شاعر آذربایجانی» باید ما را به خود بیاورد تا در برابر چنین تحریف‌هایی واکنش نشان دهیم».. و همچنین استاد ایوان میخالویچ استبلین-کامنسکی، پروفسور و رئیس بخش شرقشناسی دانشگاه سینت پیتسربورگ در رابطه با مجسمه نظامی در یکی از میدانهای آن شهر و تحریف تاریخ می‌گوید:"برای نمونه ادعا آن‌ها یک مجسمه در میدان کمنوستورسک نصب کردند و او را "شاعر بزرگ آذربایجانی" نامیدند. در حالیکه نظامی گنجوی حتی ترکی صحبت نمی‌کرد. آن‌ها می‌گویند چون در سرزمین امروزی به نام جمهوری آذربایجان زندگی می‌کرد. اما نظامی تمامی آثارش به پارسی است". همچنین در سال ۲۰۱۲ کتابی به نام «دربارهٔ سیاسی‌سازی شاعر ایرانی نظامی گنجوی در دوران نوین»، نوشته سیاوش لرنژاد و علی دوست‌زاده که اکتبر ۲۰۱۲ (مهرماه ۱۳۹۱)به زبان انگلیسی منتشر شده‌است به بررسی این اقدام‌ها و تحریف‌ها و بدخوانی‌ها و برداشت‌های اشتباه و غرض‌آلوده از سروده‌های نظامی به دست دانشمندان شوروی و «ناسیونالیست»‌های جمهوری آذربایجان و پان‌ترکان می‌پردازد. این کتاب به‌طور رایگان در روی اینترنت قرار گرفت. خانم دکتر پائولا اورساتی (Paola Orsatti)، استاد زبان و ادبیات فارسی در دانشگاه ساپینتزای (Sapienza) شهر رُم، درباره این کتاب چنین می‌نویسد: «این کتاب فهرست کاملی از تحریف‌هایی را بررسی می‌کند که به منظورهای ناسیونالیستی به وجود آورده شدند و امروزه در زمینه پژوهش‌های مربوط به شاعر بزرگ ایرانی، نظامی گنجوی، رایج شده‌اند. این تحریف‌ها از زمانی آغاز شدند که دولت شوروی تصمیم گرفت هشتصدمین سالگرد نظامی را جشن بگیرد. نویسندگان این کتاب با نگاهی دقیق و انتقادی استدلال‌هایی را بررسی می‌کنند که دانشمندان شوروی و نیز به تازگی نویسندگان جمهوری آذربایجان درباره نظامی مطرح کرده‌اند تا او را به اصطلاح «شاعر آذربایجانی» بخوانند و آثار او را جزو به اصطلاح «ادبیات آذربایجانی» بدانند. نویسندگان این کتاب نادرست‌بودن این ادعاها را نشان می‌دهند. گذشته از این بخش‌های انتقادی، کتاب حاضر بخش‌های سازنده‌ای هم دارد و آن هم اطلاعات و آگاهی‌هایی است که نویسندگان از منبع‌های دست اول از جمله از راه بازخوانی دقیق آثار نظامی و دیگر شاعران همروزگار او و نیز منبع‌های تاریخی همروزگار او در پیش چشم ما گذاشته‌اند. این کتاب پژوهشی جالب و با دقت مستندشده در زمینه ادبیات کلاسیک فارسی است و نیز به پرسش‌هایی درباره وضعیت تاریخی و قوم‌نگاری و زبانی منطقه ارّان و تراقفقاز پاسخ می‌دهد.»
در سال ۲۰۰۷ نوروزعلی محمداف، دانشمند فرهنگی تالش بخاطر پشتیبانی از فرهنگ تالشی به زندان روانه شد. یکی از اتهامات دولت جمهوری آذربایجان علیه وی این بود که نظامی گنجوی را در یک نشریه غیرترک و تالش خوانده بود. در سال ۲۰۰۹ نوروز علی محمداف در زندان جان سپرد.

## جعل دیوان تُرکی منسوب به نظامی گنجوی
در سال ١٣٨١ انتشارات «اندیشه نو» کتابی با عنوان «ديوان نظامي گنجوی؛ توركجه يئنی تاپيلان»(ديوان نويافته تركی نظامي گنجوی) را منتشر کرد . این کتاب که بر روی آن عنوان غیر علمی و ناشیانه «براي اولين بار در دنيا» درج شده بود، و مصحح کتاب مدعی شده بود که توسط فردي به نام «صديار وظيفه، ائل اوغلي» اهل جمهوری آذربایجان کشف شده بود . به باور پژوهشگران مصحح کتاب «محمدزاده صديق» هیچ دلیل قاطعی بر اصالت کتاب نداشته است . بلکه مصحح کتاب به ابیاتی از اشعار فارسی نظامی گنجوی اشاره کرده و آن را دال بر وجود دیوان اشعار ترکی نظامی گنجوی قلمداد نموده ولی به باور پژوهشگران این ابیات هیچ اشاره ای به وجود دیوان اشعار ترکی برای نظامی گنجوی ندارند :
| غزل‌های نظامی را غزالان |  | زده بر زخم‌های چنگ نالان |

یا :
| روزی به مباركی و شادی |  | ابروی هلالی ام گشاده |

| بودم به نشاط كيقبادی |  | ديوان نظامی ام نهاده |

پس از انتشار اين ديوان كه موجب حيرت جامعه ادبی ایران و انتقاد از اقدام سئوال‌ برانگيز وزارت ارشاد، در اعطای مجوز نشر به اين قبيل آثار، پيش از اثبات درستی يا نادرستی موازين علمی آنها گرديد، موج اعتراض‌ها در داخل ايران و حتی انتقاد برخی از پژوهشگران بی طرف در جمهوري آذربايجان به راه افتاد . در این ارتباط یحیی شیدا که در احیای آثار زبان ترکی آذربایجانی مسبوق به سابقه فراوانی است ، چاپ و انتشار این کتاب را دستاورد جعل «ائل اوغلو» و «محمدزاده صديق» دانسته و اصل این دیوان را متعلق به یک شاعر تُرک زبان موسوم به نظامی قارامانلی از سخن سرایان سده هشتم و اوایل سده نهم هجری در آسیای صغیر دانسته است . جالب آنکه ویراستار اثر یعنی «محمدزاده صديق» در مقدمه همین کتاب چاپ شده در ایران ، نام نظامی قارامانلی را نیز قید کرده و اظهار داشته که بخشی از دیوان سروده های نظامی قارامانلی بوده ، در حالی كه بر روی جلد اثر و پيشگفتارِ محمدزاده صديق، سخن از «ديوان تركی نظامی گنجه‌ای» رفته است . پژوهشگران تصدیق نموده اند كه اين ديوان متعلق به شاعری از قونيه تركيه امروزی به نام نظامی قارامانلی ملقب به قونوی است كه در حدود ۱۴۳۵ تا ۱۴۴۰ ميلادی در قونيه به دنيا آمده است. وی فرزند واعظی شهير به نام «ملا ولي‌الدين» مي‌باشد. نظامی قونيوی در حدود سال ۱۴۶۹ تا ۱۴۷۳ بدرود زندگی گفته و به سه زبان فارسي، عربی و تركی شعر سروده است.ذكر اين نكته جالب است كه بدانيم ديوان تركی نظامی نظامی قونوی در سال ۱۹۵۸ میلادی (۱۳۳۷ خورشيدی) يعني حدود چهل سال پيش از «ديوان سازی» عناصر پانترکیسم، توسط «هانوك ايپكتن» در تركيه و از سوی انتشارات دانشگاه استانبول منتشر شده و معرفی جامعی در  خصوص اين ديوان تركی در شماره سيزدهم نشريه «توركيه » اين دانشگاه صورت گرفته است. همين استاد دانشگاه استانبول، در سال ۱۹۷۴ (۱۳۵۳ خورشيدی) كتاب ديگری در شرح احوال و آثار نظامی قونيوی نوشته و در آنكارا منتشر كرده است. وی در اين كتاب از وجود شش نسخه خطی برای ديوان تركی نظامی قونيوی خبر داده كه ششمين نسخه در «دارالكتاب قاهره» مصر نگه‌داری مي‌شود. اين نسخه كه ظاهراً همان ديوان جعلی نظامی گنجه‌ای است، در كتاب ساختگي «ائل اوغلو» ، تحت عنوان «نسخه‌ خديويه‌ مصر» معرفی شده است.

## اشعار نظامی دربارهٔ ایران

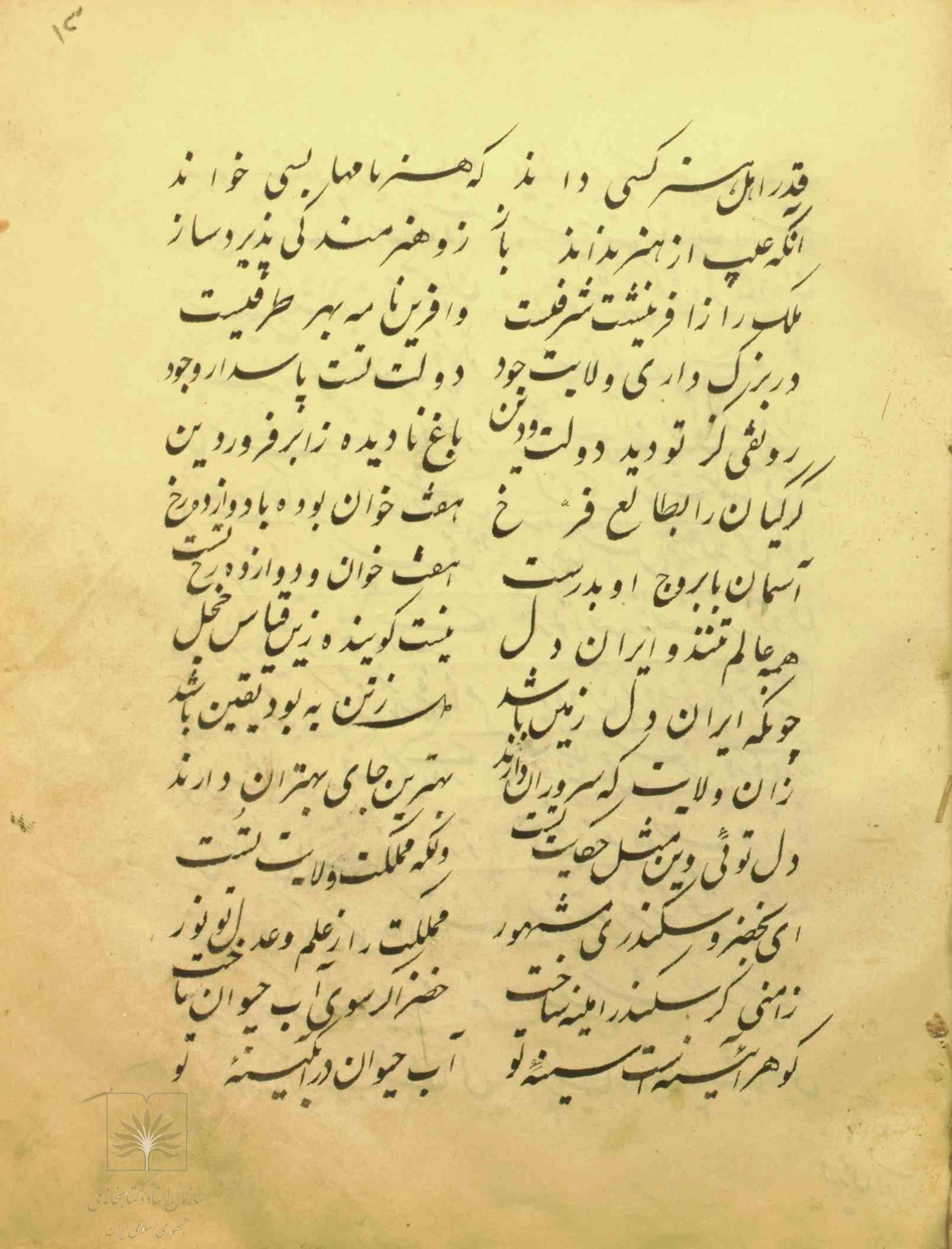
برگی از نسخهٔ خطی هفت‌پیکرِ نظامی که دارای بیتِ معروفِ نام‌برده است.

نظامی دربارهٔ ایران چنین می‌گوید:
| همه عالم تن است و ایران دل |  | نیست گوینده زین قیاس خجل |
| چون که‌ایران دل زمین باشد   |  | دل زتن به بود، یقین باشد |

## واکنش ایران
رئیس سازمان میراث فرهنگی محمدعلی نجفی به دبیرکل یونسکو نامه‌ای نوشت مبنی بر متوقف کردن سیاست پارسی‌زدائی دولت جمهوری آذربایجان از جمله حذف اشعار فارسی نظامی که بر روی مقبره وی به صورت کاشی‌کاری بودند، و خواستار رسیدگی فوری شد.